# Карели (Грузия)
Карели (груз. ქარელი) — город, центр одноимённого муниципалитета в крае Шида-Картли в Грузии, в 94 км к западу от Тбилиси.
Население — 6654 (2014).
Первое упоминание относится к 1715 году. 19 апреля 1962 года село Карели получило статус посёлка городского типа.
- Страна: Грузия
- Край: Шида-Картли
- Муниципалитет: Карельский
- Мэр: Заза Гулиашвили
- Статус города с: 1981 года
- Координаты: 42°01′17″ с. ш., 43°53′35″ в. д.
- Высота над уровнем моря: 620 м
- Часовой пояс: UTC+4
- Почтовый индекс: 4500
- Официальный сайт: kareli.gov.ge

### История
Первое документальное упоминание о Карели датируется 1715 годом.
В 1962 году Карели получил статус посёлка городского типа, а в 1981 году — статус города. Территория муниципалитета исторически входила в состав древнего Иберийского царства, позднее — в Грузинское царство.

### География
Город расположен в 94 км к западу от Тбилиси, на берегу реки Лиахви (приток Куры). Окрестности Карели характеризуются умеренно тёплым климатом и плодородными равнинами, что способствует развитию сельского хозяйства.

### Население
По данным переписи 2014 года, в городе проживает 6654 человека.

#### Национальный состав
- Грузины — 82,3 %
- Азербайджанцы — 11,4 %
- Осетины — 3,0 %
- Армяне — 2,8 %

#### Конфессиональный состав
- Христиане (в основном грузинская православная церковь)
- Мусульмане (в основном азербайджанская община)

### Экономика и инфраструктура
Основу местной экономики составляет сельское хозяйство, особенно садоводство, выращивание зерновых и овощей. Имеются предприятия пищевой промышленности и аграрной переработки. Через Карели проходит железная дорога и автомагистраль, соединяющая Тбилиси с западной частью страны.

### Культура и достопримечательности
В муниципалитете находятся древние монастыри, крепости и храмы, среди которых особенно известны:
- Монастырь Квирицминда (IX–X вв.)
- Руины замков периода феодальной Грузии
- Местные этнографические музеи и культурные дома